# تپه درامار
تپه درامار مربوط به عصر مفرغ - دوره اشکانیان - دوره ساسانیان -قرون اولیه دوران‌های تاریخی پس از اسلام است و در شهرستان کوهدشت، شمال شرقی بافت مسکونی، شهر درب گنبد واقع شده و این اثر در تاریخ ۲۸ اسفند ۱۳۸۵ با شمارهٔ ثبت ۱۸۴۱۷ به‌عنوان یکی از آثار ملی ایران به ثبت رسیده است.